# Palanca (Ștefan Vodă)
Palanca è un comune della Moldavia situato nel distretto di Ștefan Vodă di 2.020 abitanti al censimento del 2004.
Questa è tra le aree più sensibili delle relazioni Moldavia-Ucraina, in ragione del punto di passaggio interstatuale di Palanca. Infatti è disputata la proprietà reale dei 7,7 chilometri di strada che vanno da Mayaky (UKR) a Udobne (UKR) dell'autostrada M15 (Ucraina) tra Odessa e Reni, che attraversa il territorio della Moldavia. Sono in corso negoziati per definire la questione in via diplomatica e permettere contestualmente anche l'accesso al mare della Moldavia, nella stessa area.